# Tages

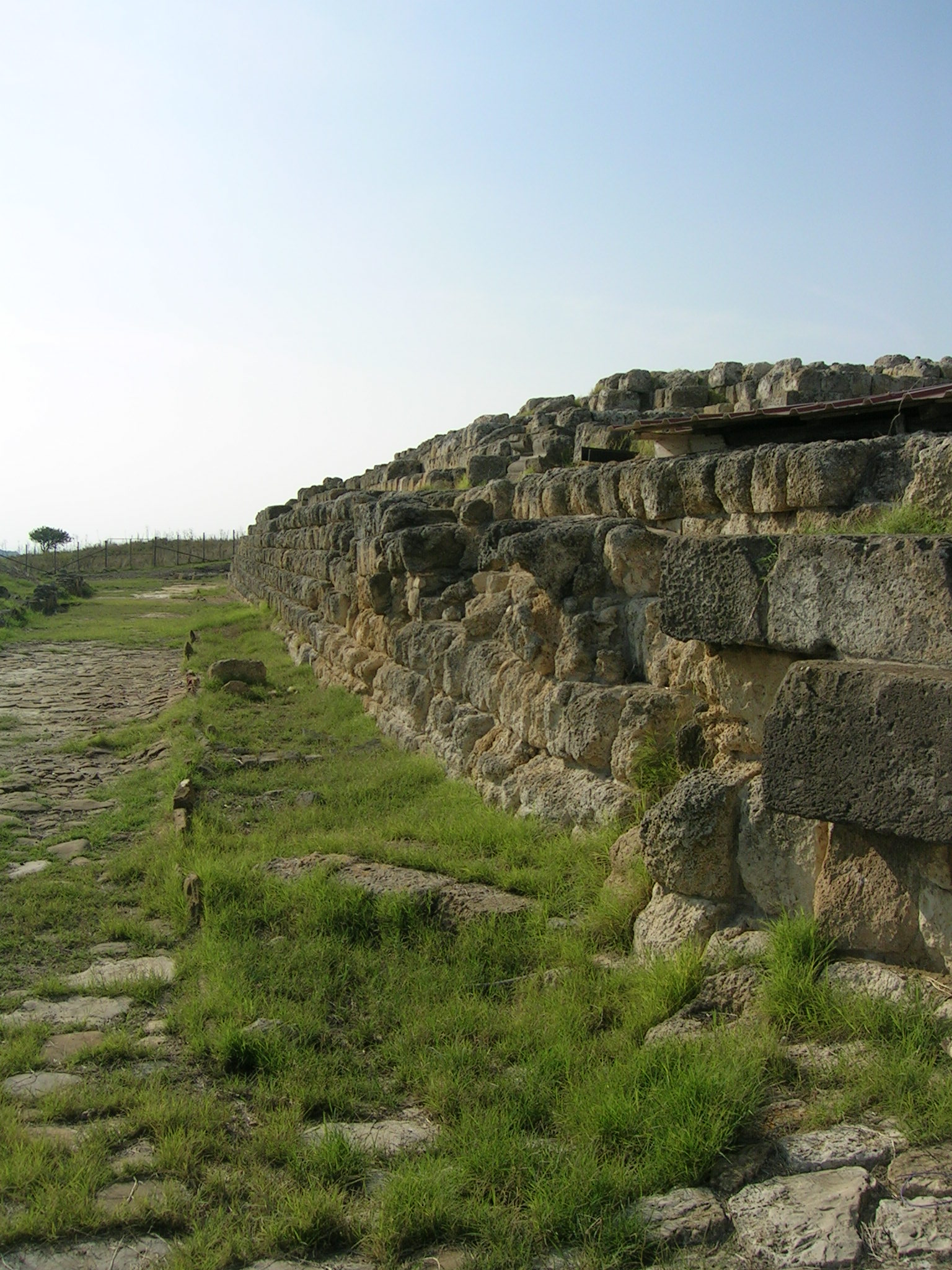
Escombros do templo etrusco, em Tarquínia, que serve de pano de fundo à lenda etiológica do mito de Tages.

Tages é o deus da sabedoria e adivinhação na mitologia etrusca, tendo sido ulteriormente assimilado pelos romanos.

## Mito etiológico
Ao contrário do que sucede noutras mitologias antigas, como a grega e a romana, a mitologia etrusca rastreava a origem dos seus seus princípios orientadores ao mito do nascimento do deus Tages. Com efeito, o deus Tages teria nascido, ao despontar do sulco lavrado por um arado na zona  da Tarquínia, na actual Itália.
Tages surge descrito ora como uma criança de cabelos grisalhos, denotativos da sua sabedoria, ora simplesmente como um anão, que já nascera grisalho e sábio. É reputado como sendo a autoridade que ensinou os etruscos nas lides: da fundação de cidades e da delimitação de campos agrícolas; da arte da adivinhação; da ordem do universo e da religião.
Mais concretamente, é Tages que é apontado como aquele que instruiu os etruscos sobre a hierarquia das divindades, a sua localização e a forma de propiciar o favor dos deuses, por meio de rituais específicos. Terá sido ele quem os instruiu sobre o aspecto do Inferno e sobre quais as regras que deveriam obedecer, por molde a alcançar a vida após a morte.
Em todo o caso, deve ressalvar-se que, mesmo dentre os etruscos, havia fontes que atribuíam à ninfa Vegóia,uma divindade das aguas doces, parte dos ensinamentos supra reputados a Tages.

## Adivinhação
A este rol de conhecimentos sobre o sagrado e sobre as regras dos rituais àquele afectos,  os autores latinos designaram «disciplina etrusca», a qual se encontraria exarada num rol de obras, das quais: os Libri fatales, os Libri fulgurales, os Libri haruspicini, os Libri rituales e os Libri acheruntici. Algumas destas obras, cria-se, teriam sido escritas pelo próprio Tages, como seria o caso do Libri rituales.
O fito principal destas obras centrava-se na interpretação da vontade dos deuses, lançando-se mão de profecias, obtidas mediante o exame dos raios, nomeadamente pela forma como os padrões por aqueles traçados no ar uniam o céu à terra ou pela hepatoscopia, ou seja, pela interpretação dos lóbulos do fígado de sacrifícios animais.